# كولومبيون
الكولومبيون (بالإسبانية: Colombianos) هم أشخاص ينتموا إلى من دولة كولومبيا. قد يكون هذا الانتماء سكنياً أو قانونياً أو تاريخياً أو ثقافياً. بالنسبة لمعظم الكولومبيين، توجد العديد من هذه الروابط (أو جميعها) وهي مصدراً لكونهم كولومبيين.
كولومبيا مجتمع متعدد الأعراق، فهي موطن لأشخاص من أصول عرقية ودينية وقومية مختلفة. ونتيجة لذلك، فإن غالبية الكولومبيين لا يوازنون بين جنسيتهم وعرقهم ولكن بالولاء لكولومبيا، بينما يعتنقون ويتبنون ما سبق ذكره في آن واحد.
يعتبر غالبية السكان الكولومبيين من مهاجري العالم القديم وأحفادهم. فبعد الفترة الأولى من الغزو الإسباني والهجرة، حدثت موجات مختلفة من الهجرة واستيطان الشعوب غير الأصلية على مدار ما يقرب من ستة قرون وما زالت مستمرة حتى اليوم. تلاحمت عناصر من عادات السكان الأصليين مع عادات ولغات وديانات المهاجرين الأحدث لتشكل ثقافة كولومبيا وبالتالي الهوية الكولومبية الحديثة.

## الجماعات العرقية والعرقية

### الكولومبيون الممزوجين
تتباين تقديرات سكان الميستيثو (الممزوجين) في كولومبيا تبايناً كبيراً، حيث لا يميز الإحصاء الوطني في كولومبيا بين الكولومبيين البيض والميستيثو. وفقاً لإحصاء عام 2005، يشكل الميستيثو والسكان البيض مجتمعين ما يقرب من 85.9 ٪ من سكان كولومبيا، لكن لا يوجد تقدير رسمي للسكان المولدين حصرياً. في أوساط الكولومبيين، يُشار أحياناً إلى الأشخاص ذوي ألوان البشرة من الميستيثو باسم «تريغنيوس/تريغنياس» (السُمْرٌ/السَمْرَاواتٌ).

### الكولومبيون الأوروبيون
ينحدر معظم الكولومبيين من أصل أوروبي في المقام الأول من المستوطنين الإسبان، بينما وصل الأوروبيون الآخرون خلال القرنين التاسع عشر والعشرين. جلبت هذه الهجرات في المقام الأول المهاجرين الأيرلنديين والبريطانيين والهولنديين والألمان والسويسريين والدنماركيين والنرويجيين والبرتغاليين والبلجيكيين والروس والفرنسيين والإيطاليين الذين هاجروا إلى منطقة الكاريبي. هناك أعداد أقل من الجاليات البولندية والمجرية والبلغارية والليتوانية والأوكرانية والتشيكية واليونانية والكرواتية التي هاجرت خلال الحرب العالمية الثانية والحرب الباردة.[بحاجة لمصدر]

### الكولومبيون الشرق أوسطيون
ينحدر العديد من الكولومبيين من لبنان والأردن وسوريا وفلسطين، الذين انتقلوا إلى كولومبيا هرباً من قمع الدولة العثمانية التركية أو نتيجة المصاعب المالية. عندما جرى استيعابهم لأول مرة في موانئ كولومبيا، صُنِفوا على أنهم «أتراك». تشير التقديرات إلى أن عدد السكان اللبنانيين في كولومبيا يبلغ 700.000 من أصل مباشر و1.500.000 من أصل جزئي. استقر معظم المهاجرين السوريين اللبنانيين في منطقة الكاريبي بكولومبيا في مدن سانتا مارتا ولوريكا وفونداثيون وأراكاتاكا وأيابيل وكالامار وسييناغا وسيريتي ومونتيريا وبارانكيا بالقرب من حوض نهر ماجدالينا. كيفّ العديد من الكولومبيين العرب أسمائهم وألقابهم مع اللغة الإسبانية للاندماج بسرعة أكبر في مجتمعاتهم. بعض الألقاب الكولومبية من أصل عربي تشمل: غويرا (حرب في الأصل)، دومينغويز (نيكا)، دوران (درة)، لارا (لارات) وكريستو (صليب)، ضمن ألقاب أخرى. وقد كان معظم هؤلاء المهاجرين عرب مسيحيين وآخرين مسلمين ودروز.
هناك حوالي 8.000 كولومبي من أصل يهودي يعتنقون اليهودية، يعيش معظمهم في بوغوتا. يدير اليهود الأشكناز والألمان والسفارديم منظماتهم الدينية المستقلة. ينسق اتحاد الجمعيات اليهودية في كولومبيا مع اليهود والمؤسسات الدينية.
تبعاً لذلك، وصلّ مهاجرون آخرون من الشرق الأوسط، بما في ذلك عدد من المهاجرين الأرمن والأتراك والجورجيين والقبارصة الذين وصلوا إلى البلاد خلال أوائل القرن العشرين.

### سكان كولومبيا الأصليون

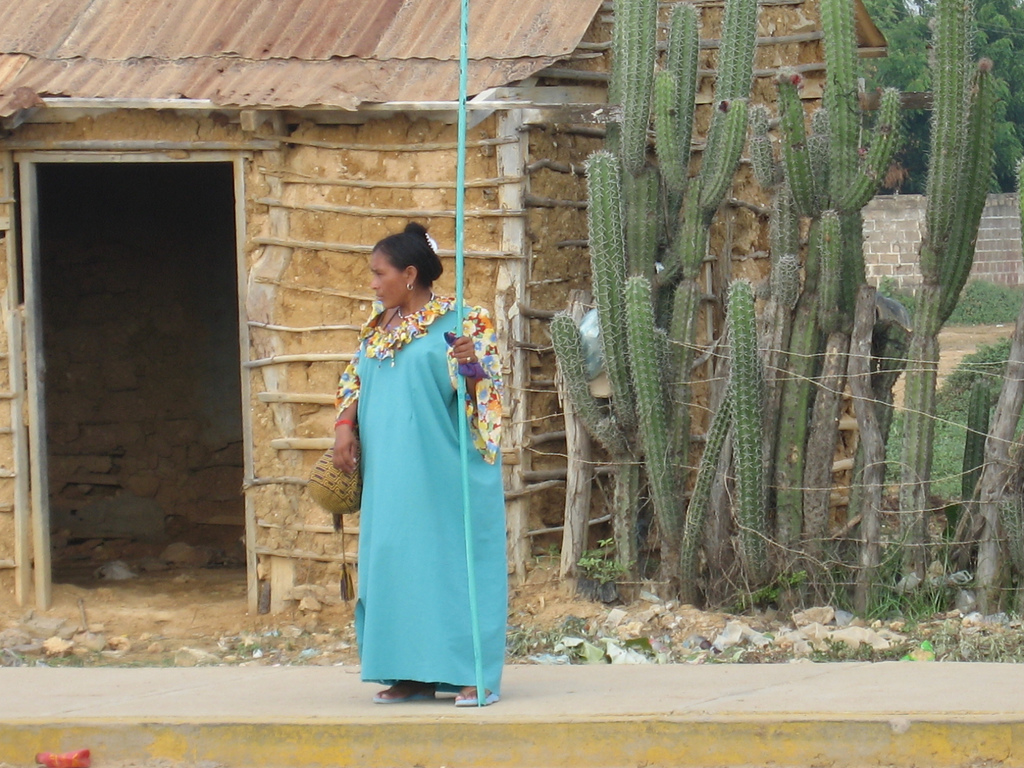
يمثل الواييون أكبر مجموعة عرقية أصلية في كولومبيا.

كانت أراضي كولومبيا في الأصل مأهولة بالكامل كم قبل مجموعات الهنود الأمريكيين. تطورت ثقافات السكان الأصليين في كولومبيا من ثلاث مجموعات رئيسية - الكويمبيون، الذين سكنوا المنحدرات الغربية من كورديليا الوسطى؛ شعوب التشيبشا وكالينا (الكاريب). كانت ثقافة المويسكا وهي مجموعة فرعية من مجموعة التشيبشا العرقية الأكبر والمشهورة باستخدامها الذهب، مسؤولة عن أسطورة إل دورادو. يشكل السكان الأصليون اليوم حوالي 3.4٪ من السكان في كولومبيا. أكثر من خمسين مجموعة عرقية أصلية مختلفة تسكن كولومبيا. معظمهم يتحدثون لغات تنتمي إلى عائلات لغتي التشيبشا والكاريبي.[بحاجة لمصدر]
تاريخياً، هناك 567 محمية أُنشئّت للشعوب الأصلية ويسكنها أكثر من 800.000 شخص. نص دستور 1991 على أن لغاتهم الأم هي لغات رسمية في أراضيهم ومعظمهم لديه أنظمة تعليم ثنائية اللغة تدرس اللغات الأصلية والإسبانية. بعض أكبر مجموعات السكان الأصليين هي الوايو والأرواكو والمويسكا وشعب الغونا والويتوتو والبايث وشعوب التوكانو والغواهيبو. والإدارات التي تضم أكبر عدد من السكان الأصليين هي كاوكا ولا غواخيرا ونارينيو.[بحاجة لمصدر]

### الكولومبيين الآسيويين
ينحدر غالبية الكولومبيين الآسيويين من شرق وجنوب وجنوب شرق آسيا. في 1928، استقرت العديد من العائلات اليابانية في فالي ديل كاوكا حيث أتوا كمزارعين لزراعة المحاصيل. بين عامي 1970 و1980، قُدر أن هناك أكثر من 6000 مهاجر صيني في كولومبيا. توجد مجتمعاتهم الحالية في بوغوتا وبارانكويلا وكالي وقرطاجنة وميديلين وسانتا مارتا ومانيزاليس وكوكوتا وبيريرا. هناك أيضاً عدد قليل من الآسيويين الذين هاجروا إلى كولومبيا، مثل الهنود والكوريين والفلبينيين والباكستانيين.

### الكولومبيون الأفارقة

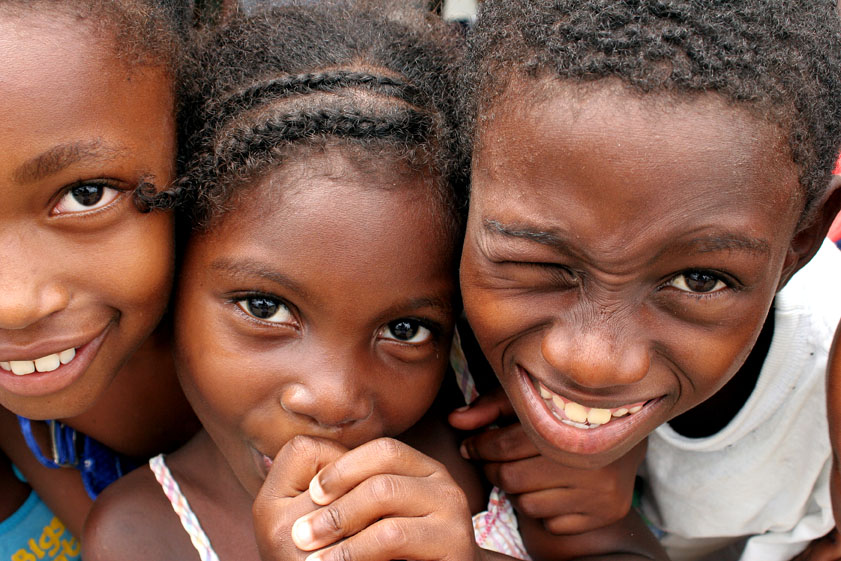
أطفال كولومبيون أفارقة

يعتبر 10.4٪ من الكولومبيين من الأفارقة السود أو المولاتو (ذوي الأصول الأفريقية الأوروبية المختلطة). جُلبّ الأفارقة السود كعبيد، غالباً إلى الأراضي الساحلية المنخفضة، بداية من أوائل القرن السادس عشر واستمر ذلك حتى القرن الثامن عشر.[بحاجة لمصدر]

## مجموعات المهاجرين
نظراً لموقعها الاستراتيجي، استقبلت كولومبيا العديد من موجات الهجرة خلال تاريخها. استقر معظم هؤلاء المهاجرين على الساحل الكاريبي؛ تضم بارانكيا (أكبر مدينة على ساحل البحر الكاريبي الكولومبي) ومدن كاريبية أخرى أكبر عدد من السكان اللبنانيين والإيطاليين والفرنسيين والغجر. هناك أيضاً مجتمعات بارزة من أصول أمريكية وصينية على ساحل البحر الكاريبي. معظم المهاجرين قدموا من فنزويلا وهم موزعون بالتساوي في جميع أنحاء البلاد.

## اللغات
هناك 101 لغة مدرجة لكولومبيا في قاعدة بيانات لغات العالم، 80 منها يُتحدث بها اليوم كلغات حية. يوجد حوالي 500.000 متحدث للغات السكان الأصليين في كولومبيا حالياً.